# Вулиця Троїцька (Суми)
Вулиця Троїцька — одна з найбільших історичних вулиць Сум, розквіт якої припав на дореволюційний період. Великий внесок у розбудову Троїцької вулиці зробили сумські цукрові магнати Іван Харитоненко та його син Павло Харитоненко.
Вулиця розташована в Ковпаківському районі.
Раніше Троїцька вела з центру міста до Павлівського цукрового заводу і простягалася від річки Сумка до міського залізничного вокзалу — з півдня на північ, а з заходу на схід — від Холодної гори до річки Псел.

## Історичний нарис

### Initium («початок»)
Територія нинішнього району по вул. Троїцькій була заселена ще на початку XVIII ст. Відомо, що в 1730 році існувала церковна парафія в ім'я Св. Трійці. Також до нашого часу дійшли уривчасті згадки про найстарішу садибу в цій місцевості. Її власником була родина Богдановичів, найвідомішим представником якої був російський поет, перекладач та філософ Іполит Богданович.
У 1827 році тут було зведено храм на честь Св. Трійці (саме звідси й пішла назва сучасної Троїцької вулиці). Його будівничим був поміщик Линтварьов.
До середини XIX ст. Троїцька лишалася бідною в архітектурному плані і нічим з-поміж інших вулиць Сум, окрім церкви, особливо не відрізнялася. Та невдовзі все змінилося, бо на ній оселилася впливова родина Харитоненків, яка вже в недалекому майбутньому збудує одну з найсильніших цукрових імперій у Росії та Європі.

### Період Харитоненків
Окрім неабиякого таланту ведення підприємницьких справ для сум'ян та історії міста, родина Харитоненків запам'яталися перш за все своєю благочинністю, великими меценатськими внесками та небувалим економічним підйомом Сум.
Завдячуючи саме їм, Троїцька вулиця набула європейського вигляду, своєрідної архітектурної елегантності, притаманної лише для Соборної, Воскресенської та Петропавлівської вулиць.
На старих міських планах міста Троїцька була центральною вулицею Нового Міста (територія від Холодної гори до вул. Троїцької).
Іван Герасимович Харитоненко побудував у межиріччі Псла головну контору торгового дому «І. Г. Харитоненко із сином» та міську садибу. Потім на його кошти звели декілька навчальних та медичних закладів. Після смерті Івана Герасимовича його справу благоустрою міста продовжив син Павло Харитоненко, який жив за заповітом батька: «Любіть Суми так, як я їх любив».
За Павла Івановича Суми, а відтак і Троїцька вулиця, набули ще більшого розквіту. Завдяки піклуванню про персонал та гарній оплаті праці на підприємствах Харитоненка, багато працівників його фірми почали селитися на цій вулиці. Поступово Троїцька стала місцем, де оселилася місцева еліта — багатії та іноземці, більшість із яких на роботу запрошував Харитоненко.
Тут слід навести цікаві історичні факти. Справа в тому, що в Сумах із кінця XIX — на поч. ХХ ст. проживала велика кількість німців, австрійців, чехів та поляків. Існувала навіть окрема Німецька вулиця, яка проходила по Троїцькій (зараз її не існує). Більшість із них працювали, як вже було написано, у Харитоненка, але багато «інородців» працювали й на спиртовому заводі Лоренца-Ебліна; деякі відкривали власну справу. Після початку Першої світової війни вулиця Німецька була перейменована в Бельгійську, а всіх німців та австрійців царська влада примусово виселила з Російської імперії.
На Троїцькій вулиці не було жодного магазину, окрім гастроному в будинку купця Барабаха. Навіть після Жовтневої революції там довгий час існував єдиний на всю вулицю гастроном.
І. О. Асмолов, який завідував підприємством із виготовлення цегли високої якості (рос. «железняку»), викупив значну територію вулиці, де збудував собі великий будинок і навколо нього заклав парк. Оскільки він багато подорожував світом, то створив у себе сад, у якому росли екзотичні рослини та види дерев.
Окрім відомого Павлівського рафінадного заводу і машинобудівних майстерень Бельгійського акціонерного товариства, на вулиці Троїцькій також розташоувався чавуноливарний завод «Вулкан».
Саме у період становлення та розвитку промислового підприємства родини Харитоненків Троїцька вулиця зазнала свого неповторного архітектурного та культурного обличчя, яке згодом, вже за радянської доби, було спаплюжене типовими проектами та житловими будинками, позбавленими архітектурної витонченості та довершеності.

### Доба радянської влади
За радянської влади вулиця Троїцька частково втратила свою неповторність та оригінальність. Сама назва була замінена на вулицю Дзержинського.
Під час Другої світової війни та 2-річної окупації Сум німцями приміщення Олександрівської гімназії використовувалося як пересильний табір для полонених солдатів Червоної армії. У дворі будинку № 9 залишилися могили убитих червоноармійців, як моторошна згадка про той період.
У 1965 році на місці кількох садиб була зведена п'ятиповерхова будівля, де жили члени обкому партії. Колишній дім Шубіна, який працював у Харитоненка, використовували спочатку як секретаріат обкому, а з 1954 року тут відкрили дитсадок № 8.
Бельгійську (Німецьку) вулицю перейменували на вул. газети «Правда» і забудували однотиповими житловими будинками, багато з яких було зведено без належної рекогносцировки місцевості.

### Часи незалежності
Нині до вулиці повернулася її історична назва, але багато видатних архітектурних пам'яток залишаються в досить занедбаному стані. Наприклад, один із будинків Харитоненків напівзруйнований, завдячуючи місцевій владі та спритним ділкам-інвесторам. Садиба Асмолова теж поступово занепадає, вирубується та гине відомий величний парк. Троїцька вулиця також переживає зараз свої не найкращі часи.

### Дореволюційне обличчя вулиці

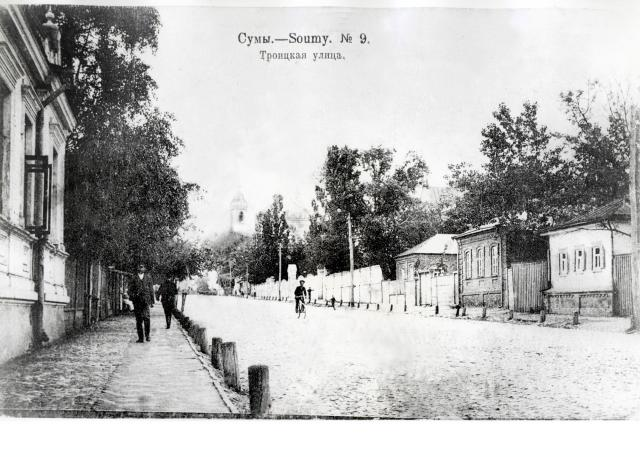
Троїцька вулиця
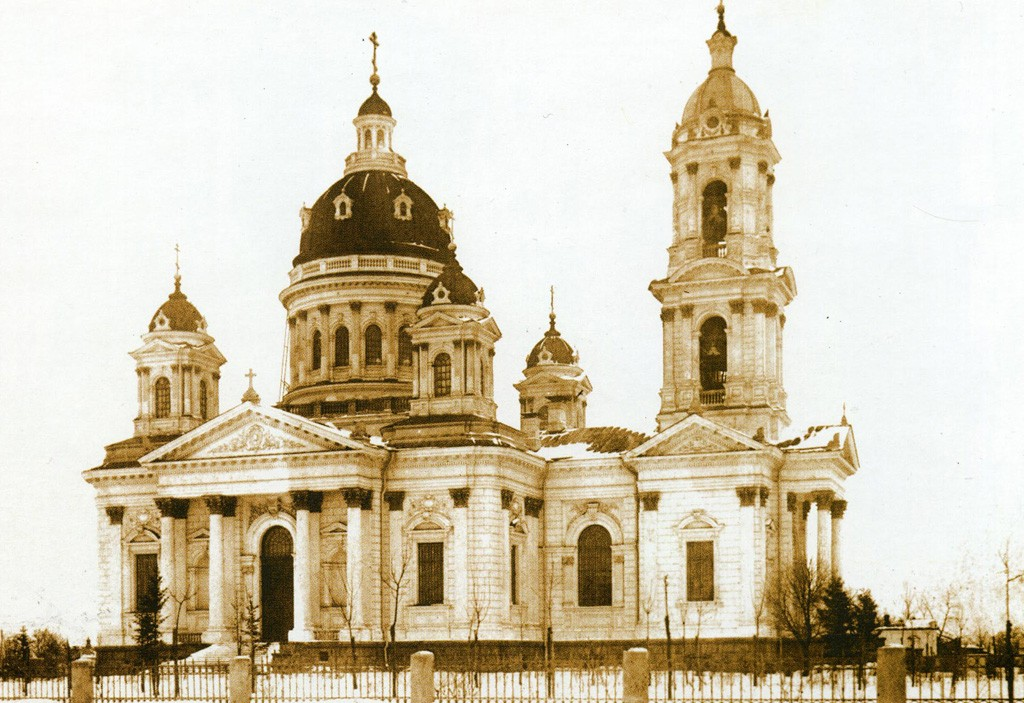
Троїцький кафедральний собор
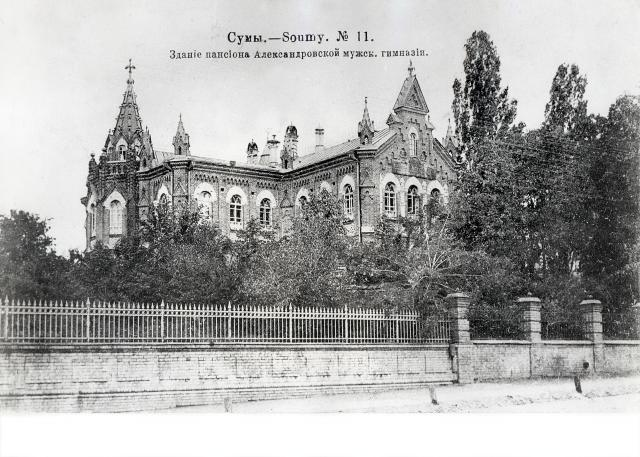
Олександрівська гімназія
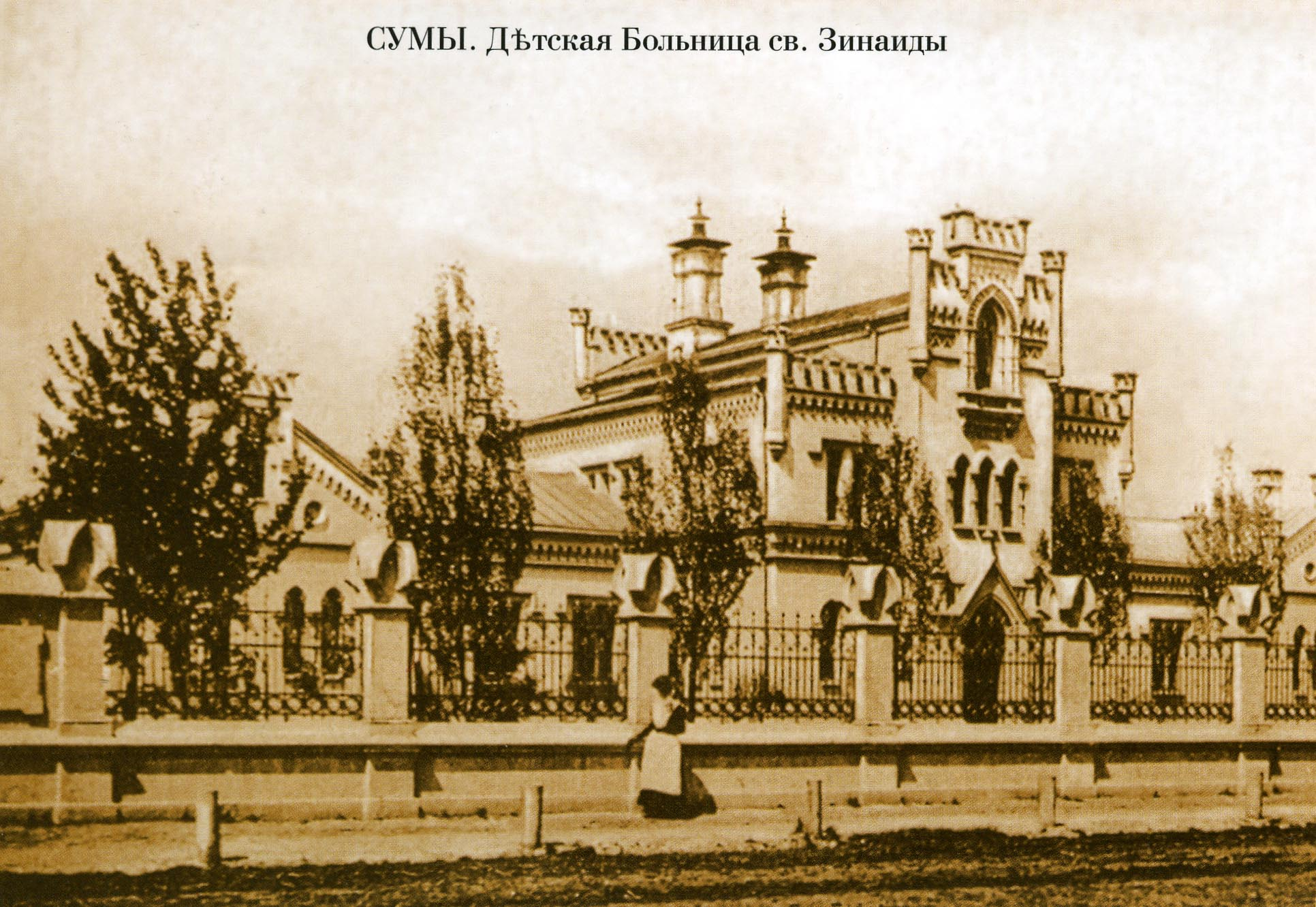
Лікарня Св. Зінаїди
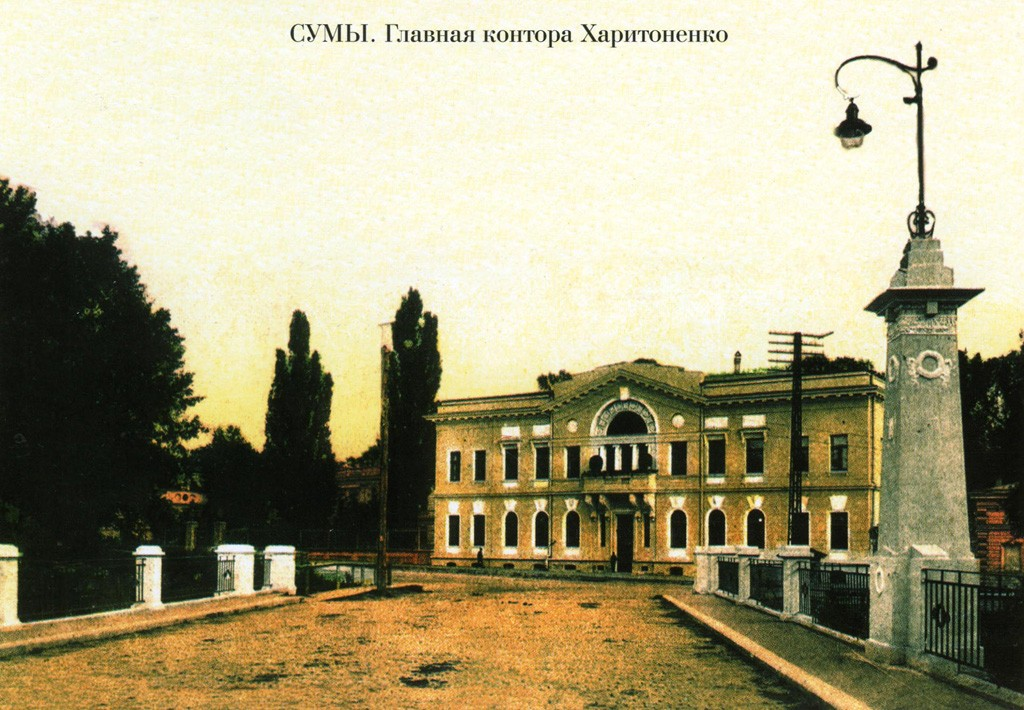
Головна контора торгового дому «І. Г. Харитоненко із сином»
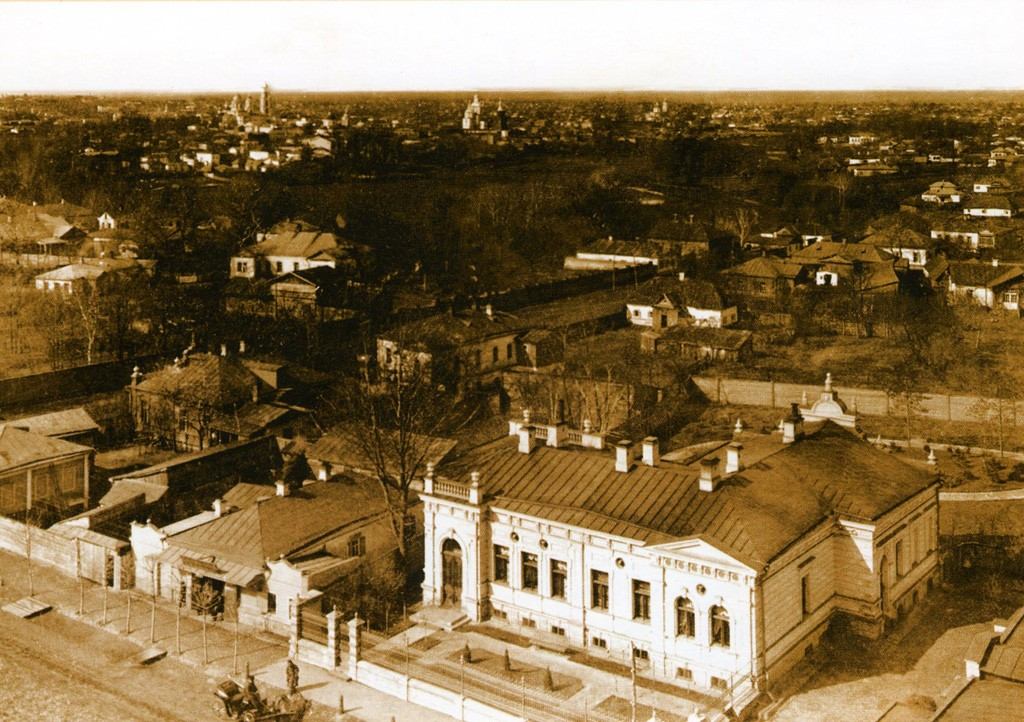
Будинок директора рафінадного заводу Крігера (Троїцька вулиця згори)

## Архітектура
За часів Харитоненків вулиця Троїцька інтенсивно забудовувалася. Здебільшого, на початку XX століття архітектура Троїцької була різноманітною, але виконана зі справжнім європейським смаком, у найкращих традиціях того часу: садиба Харитоненка, головна контора, чоловіча і жіноча гімназії, дитячий притулок, дитяча лікарня Св. Зінаїди, міське чотирикласне та духовне училище.
Головною архітектурною окрасою і візитівкою вулиці є Троїцький собор сумського архітектора, німця за походженням, Г. Д. Шольца. Зразком для створення величної споруди став Ісаакіївський собор у Санкт-Петербурзі.
Цікавою є будівля Благовіщенського костелу, зведена у стилі неоготики.
Окремо треба згадати про садибу Асмолова поруч із його садом. Зі звичайних споруд хотілося б виокремити стару будівлю, яка нині відома, як одна з найстаріших аптек у місті. Вона зведена у псевдоруському стилі і відразу ж вирізняється з-поміж інших споруд на вулиці своєю оригінальною архітектурою.

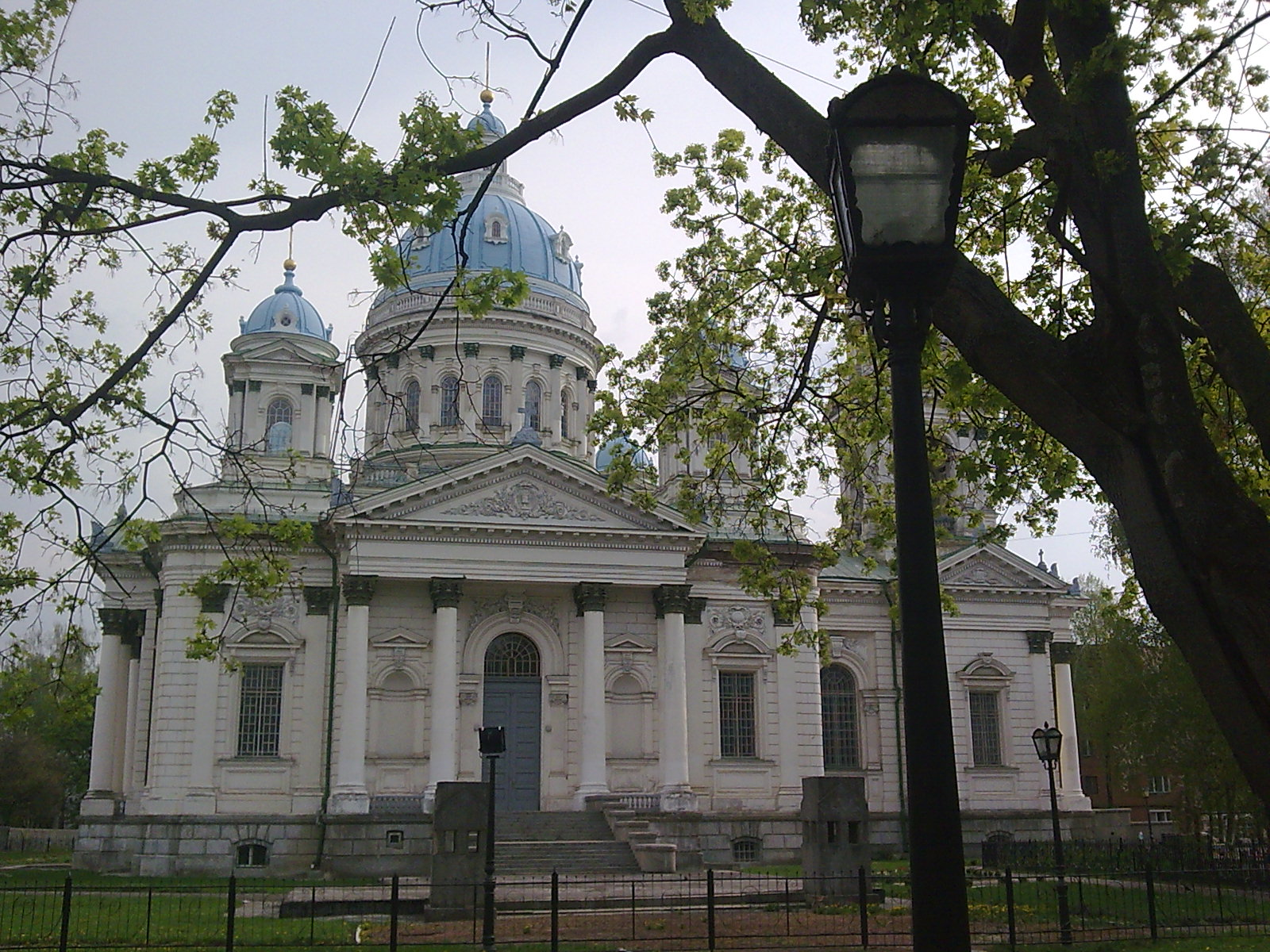
Троїцький собор
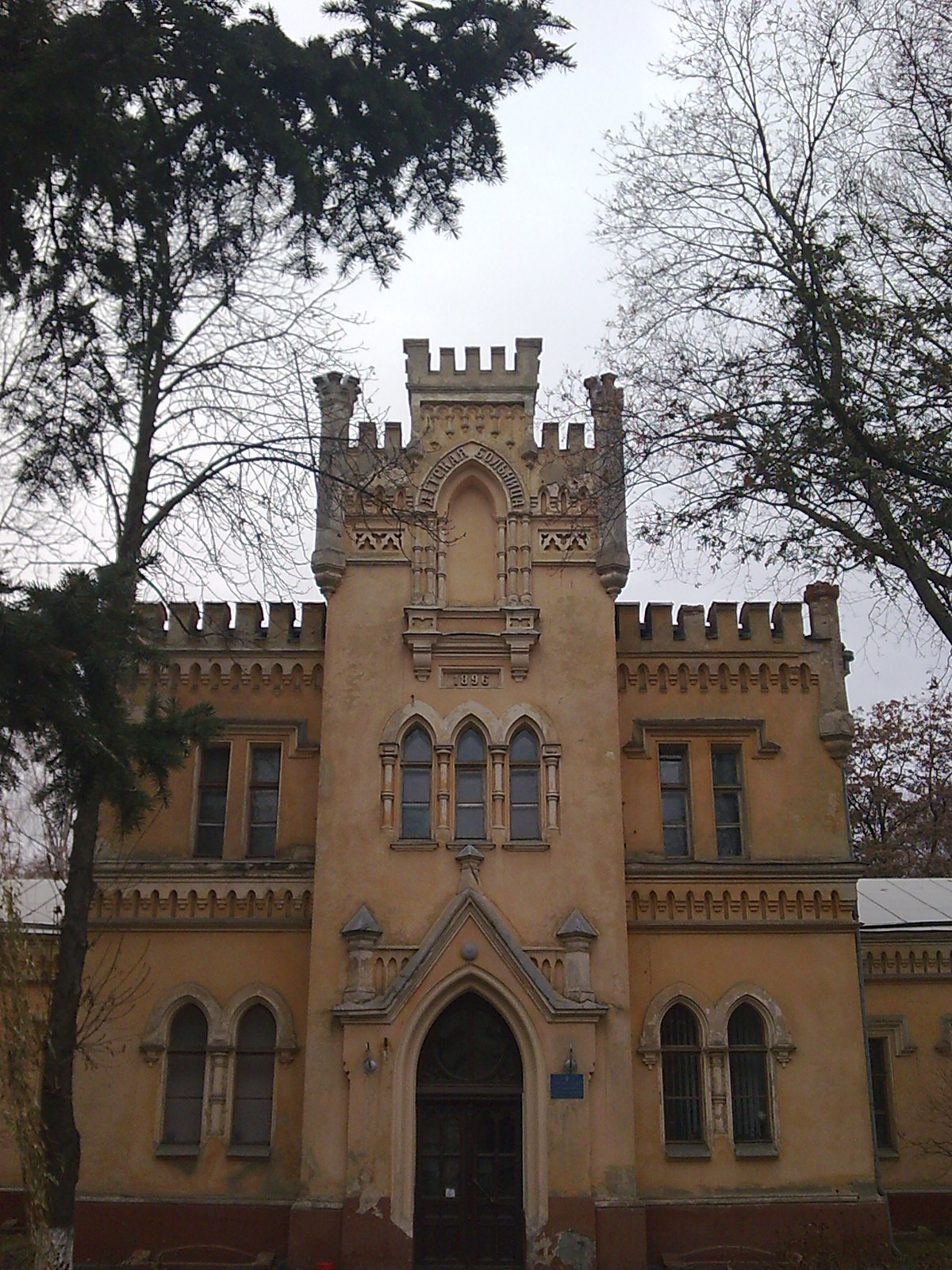
Лікарня Св. Зінаїди
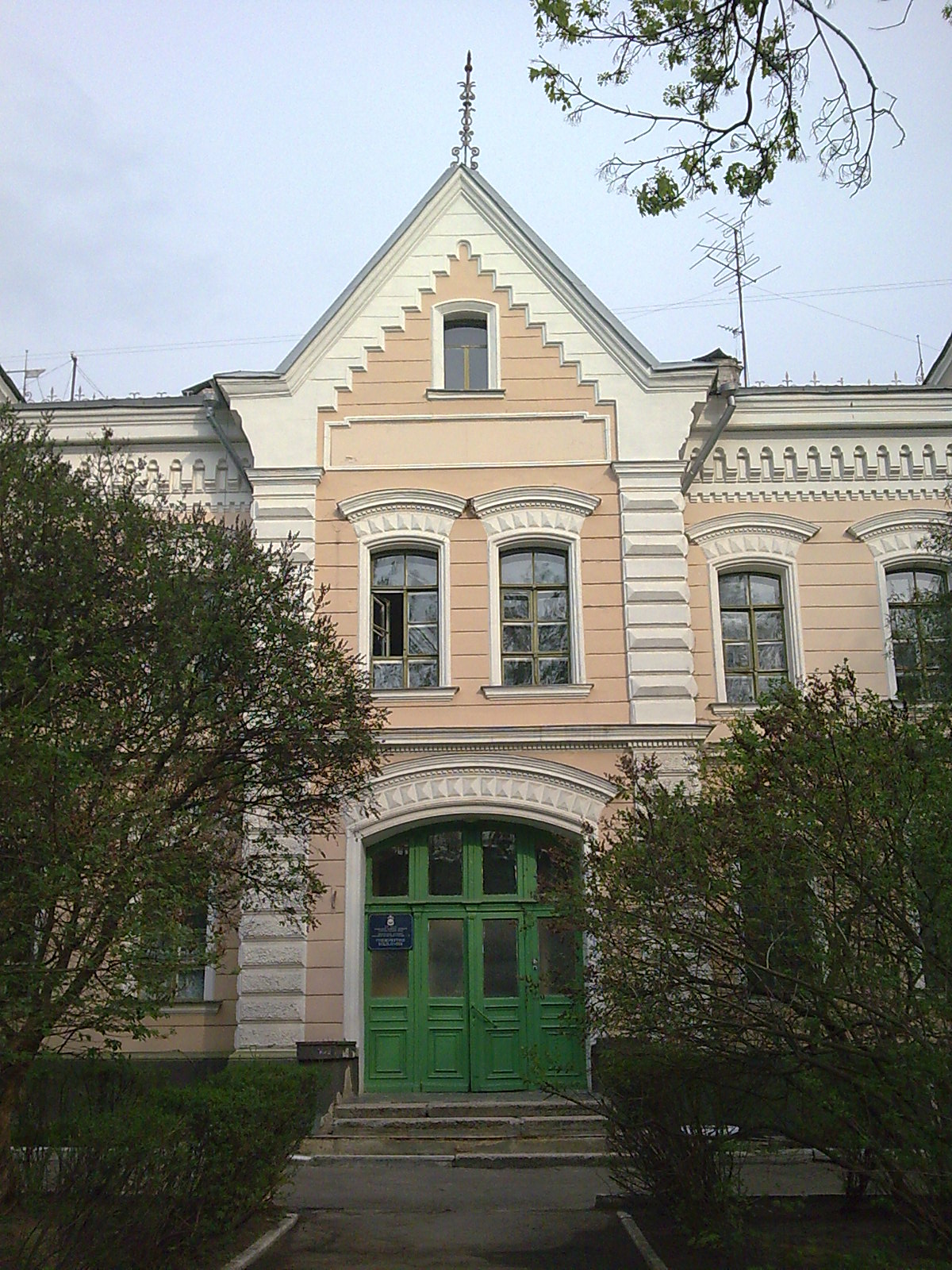
Колишній притулок ім. Н. М. Харитоненка, нині пологовий будинок
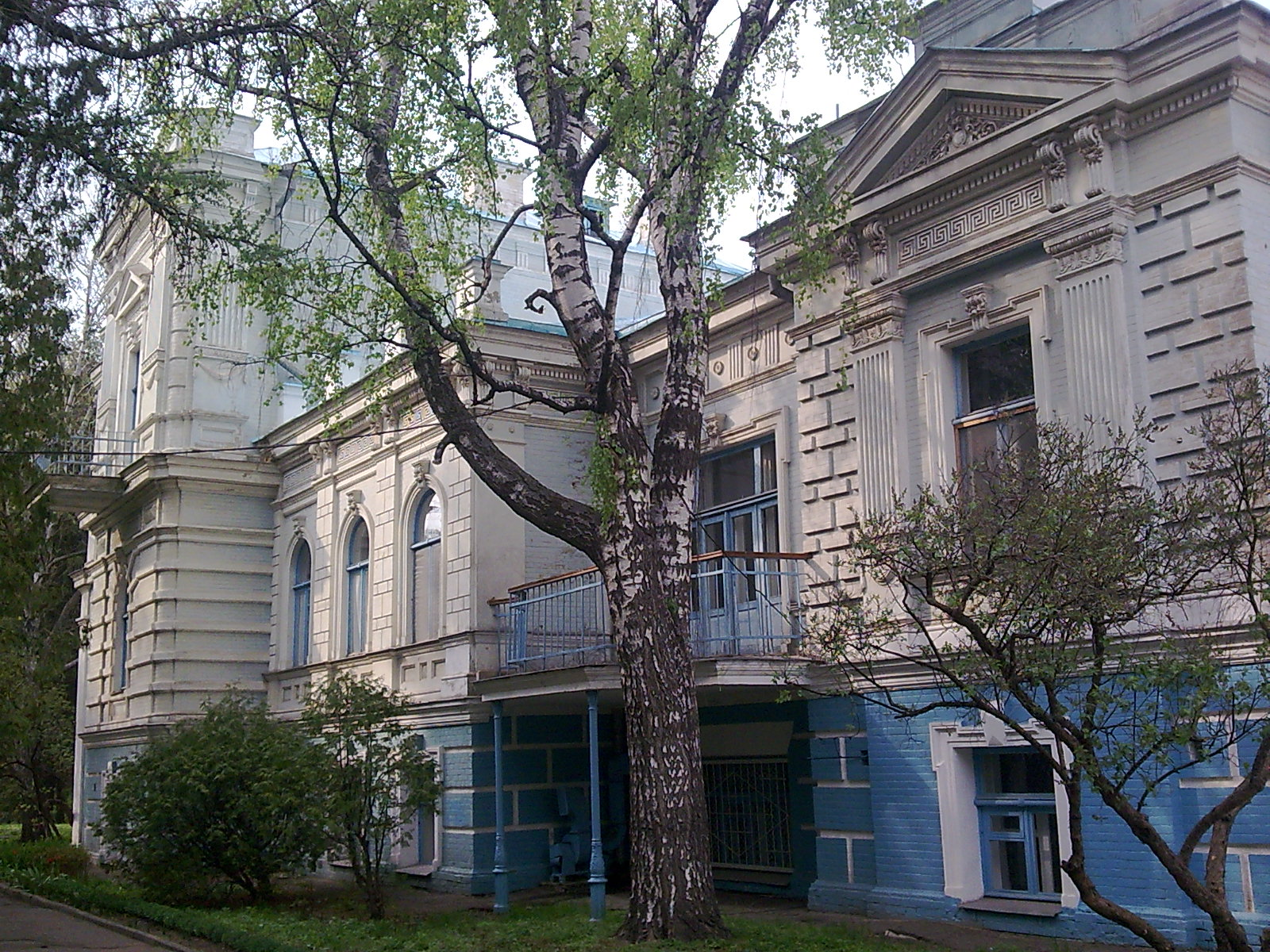
Колишня садиба І. О. Асмолова
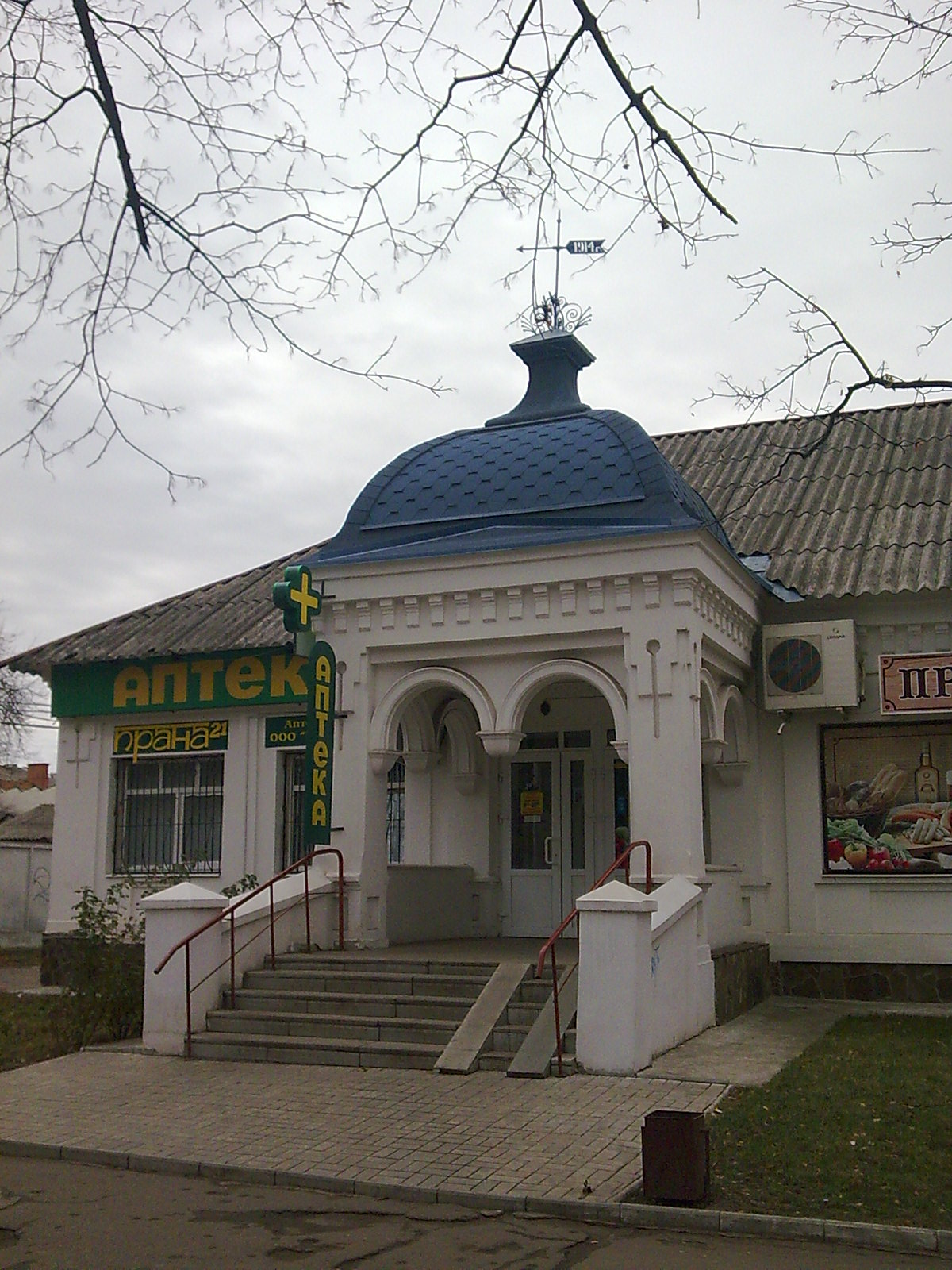
Стара аптека (кол. будинок Петрищева)

## Транспорт
Тролейбуси: № 3, 4, 16.
Автобусні маршрути: № 53, 55, 58А, 59, 62
Маршрутне таксі: № 2, 7, 11, 12, 14 (не працює), 23, 25 (не працює).